# Blaze of Noon
Blaze of Noon is een Amerikaanse dramafilm uit 1947 onder regie van John Farrow.

## Verhaal
In de jaren 20 werken de vier broers McDonald als stuntpiloten op de kermis. Ze worden in dienst genomen door een luchtvaartmaatschappij in Newark. Ze moeten er de luchtpost vervoeren voor de Amerikaanse posterijen.

## Rolverdeling
| Acteur          | Personage       |
| --------------- | --------------- |
| Anne Baxter     | Lucille Stewart |
| William Holden  | Colin McDonald  |
| Sonny Tufts     | Roland McDonald |
| William Bendix  | Porkie Scott    |
| Sterling Hayden | Tad McDonald    |
| Howard Da Silva | Mike Gafferty   |
| Johnny Sands    | Keith McDonald  |
| Jean Wallace    | Poppy           |
| Edith King      | Mevrouw Murphy  |
| Lloyd Corrigan  | Predikant Polly |
| Dick Hogan      | Sydney          |
| Will Wright     | Mijnheer Thomas |